# Сидоров, Юрий Владимирович
Ю́рий Влади́мирович Си́доров (бел. Юрый Уладзіміравіч Сідараў; 8 мая 1927, Репьевка, Саратовская губерния — 9 января 2004, Беларусь) — советский и белорусский актёр театра и кино, народный артист БССР (1977), кавалер двух орденов «Знак Почёта», ордена Трудового Красного Знамени и ордена Франциска Скорины.

## Биография
Юрий Владимирович Сидоров родился 8 мая 1927 года в Репьёвке (ныне — в Базарно-Карабулакском районе Саратовской области).
В 1945 году поступил в Высшее театральное училище имени М. С. Щепкина; закончил он его на «отлично», получил специальность «актёр драматического театра и кино». Пять лет работал в Гродненском областном драматическом театре.
В 1954 году переведён на работу в Государственный русский драматический театр Белорусской ССР. Зарекомендовал себя как актёр с разноплановым дарованием. Роли, которые он играл, имели тщательную психологическую разработку, чувство формы, современность звучания и великую театральную культуру. Юрию Владимировичу удавалось одинаково блестяще играть роли героического, комедийного, а также бытового плана. Созданный Сидоровым ряд образов современного, а также классического репертуара получили очень высокую оценку прессы и признание общественности и зрителей.
В одном из спектаклей под названием «Ужин» Юрий Сидоров совместно с Ростиславом Янковским создали дуэт великих политиков Франции.
Творчество Сидорова было всегда заодно с активной педагогической деятельностью. Свой огромный опыт Юрий Владимирович с большой охотой передавал творческой молодёжи, а также студентам Белорусской государственной академии искусств.
Супруга — Зоя Васильевна Осмоловская — белорусская актриса театра и кино. Дочь — Елена Юрьевна Сидорова — белорусская актриса Национального академического театра имени Янки Купалы.
Над могилой установлен гранитный постамент с портретным бюстом из серого камня.
Актёр ушёл из жизни 9 января 2004 года. Похоронен на Восточном кладбище Минска.

## Фильмография
1. 1959 — Любовью надо дорожить — Пётр
2. 1960 — Весенние грозы — Костя
3. 1967 — Запомним этот день — эпизод
4. 1967 — Рядом с вами — однополчанин
5. 1973 — Кортик — Свиридов
6. 1973 — Бронзовая птица — Свиридов
7. 1974 — Последнее лето детства — Свиридов
8. 1974 — Пламя — член ставки
9. 1974 — Четыре воскресенья — Павел Чипурин
10. 1980 — Атланты и кариатиды
11. 1980 — Первой по росе прошла красавица
12. 1981 — Единственный мужчина — Стекольников
13. 1981 — Деревенская история — эпизод
14. 1998 — День полнолуния

## Признание и награды

Могила Сидорова на Восточном кладбище Минска

- Народный артист Белорусской ССР (1977);
- Заслуженный артист Белорусской ССР (1963);
- 2 ордена «Знак Почёта» (в том числе 25.02.1955);
- Орден Трудового Красного Знамени;
- Орден Франциска Скорины (10.12.2002).
- Медаль Франциска Скорины (21.05.1997).